# Cathédrale Notre-Dame-de-l'Assomption de Buka
Pour les articles homonymes, voir Cathédrale Notre-Dame-de-l'Assomption.
La cathédrale Notre-Dame-de-l'Assomption, est située à Buka au Sud de l’île du même nom, appartenant à la région autonome de Bougainville en Papouasie-Nouvelle-Guinée. Il s'agit du siège épiscopal du diocèse de Bougainville (en) suffragant de l'archidiocèse de Rabaul.
L'édifice est situé près du rivage au nord de la ville dans le quartier d'Hahela.
Il cohabite dans Bougainville trois principaux rites : catholique, protestant (première mission permanente établie en 1920 à Siwai) et adventiste (présente dans l'île depuis 1924).

## Histoire
En 1898, les Salomon du Nord étaient un protectorat allemand rattaché à la Nouvelle-Guinée allemande et les îles furent érigées d'abord en préfecture apostolique. Des missions maristes germaniques et françaises s'installent au début du XXe siècle,.
À l'issue de la Première Guerre mondiale, la Société des Nations place sous administration australienne la Nouvelle-Guinée allemande (dont l'île de Bougainville), qui devient le territoire de Nouvelle-Guinée ; Bougainville est élevé au rang de vicariat apostolique en 1930. Pendant le conflit de la Seconde Guerre mondiale, plusieurs frères maristes sont noyés ou décapités par l'occupant japonais.
Puis, l'archipel est intégré au territoire de Papouasie et Nouvelle-Guinée en 1947 et la circonscription est élevée en 1966 au rang de diocèse. Avant cela, l'ensemble couvert par la province de l'Ouest (Îles Salomon), historiquement cédé aux Britanniques dès 1900, est détaché pour former le vicariat des îles Salomon occidentales (futur diocèse de Gizo (en)), appartenant lui à l'archidiocèse d'Honiara qui couvre les îles Salomon.
Pendant la guerre civile qui s'est déroulée de 1988 à 1997, Gregory Singka a soutenu l'autonomie de Bougainville et a été pris en otage à un moment et confiné à Koromira. Il quittera Bougainville pour se réfugier à Honiara, y retournant sépendant en 1996 où il décédera. 
L'église de Buka elle succède à l'ancienne cathédrale du diocèse qui était l'église de Saint-Michel-Archange à Tubiana, dans la même province .